# Första orientaliska krisen

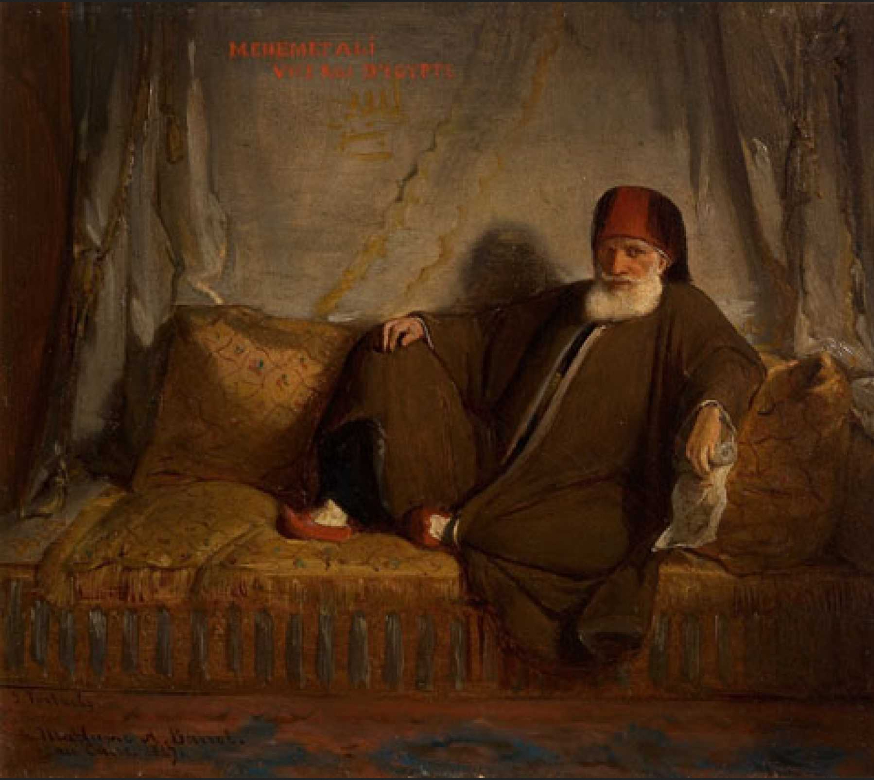
Muhammed Ali

Första orientaliska krisen ägde rum mellan 1832 och 1833 i samband med att den osmanske sultanens egyptiske vasall Muhammed Ali gjorde uppror och hotade att krossa sin vasallherre. Stormakterna var tvungna att ingripa till förmån för den osmanska tronens fortbestånd.  
Upprinnelsen till den orientaliska krisen är när regenten i Egypten, Muhammed Ali, krävde att sultanen skulle ge honom ståthållarskapet över Syrien och Mahmud II vägrade. Därför skickade Muhammed Ali sin son Ibrahim Pasha över gränsen med en stark här. Ibrahim erövrade fästningen Akka samt Damaskus och Aleppo och slog en turkisk här vid Alexandrette. Ibrahim fortsatte över Taurusbergen och upp i Mindre Asien, och den 21 december 1832 besegrade han turkarnas huvudstyrka på 80 000 man under storvisiren Rezid Pasha vid Konya. 
Mahmud II hade bett Storbritannien om hjälp, men britterna var alltför upptagna av det belgiska upproret. När Ibrahim dragit upp i Mindre Asien trädde istället Ryssland in på scenen. Man ville förhindra att Osmanska riket föll sönder och samman. Tsar Nikolaj I lovade sultanen militär hjälp och varnade Muhammed Ali för att fortsätta offensiven. I februari 1833 seglade en rysk flotta in till Konstantinopel och satte iland hjälptrupper på den asiatiska sidan av Dardanellerna. Tsarens intervention oroade emellertid Frankrike och Storbritannien. Även sultanen kände sig osäker över sin gamle arvfiendes plötsliga hjälpsamhet. Därför lyckades västmakterna förmå sultanen att kompromissa med Muhammed Ali. Han överlämnade både Syrien och gränsprovinsen Adana till denne. Men tsaren drog sig emellertid inte tomhänt ur leken. Innan han drog tillbaka sina trupper undertecknades ett militärförbund med Turkiet den 8 juli 1833 i Hünkâr İskelesi. I händelse av krig förband sig Osmanska riket att spärra av Dardanellerna för Rysslands fiender. 